# Blaž Janc
Blaž Janc (født 20. november 1996) er en slovensk håndboldspiller, som spiller i   FC Barcelona og for Sloveniens herrehåndboldlandshold.